# Йоанна Темелкова
Йоанна Темелкова е българска актриса. Известна е с ролята си на Лора Топал в сериала „Братя“. Играла е също Ния Туджарова в "Под прикритие"

## Биография
Родена е на 4 октомври 1986 г. в град София.
През 2009 г. завършва НАТФИЗ „Кръстю Сарафов“ със специалност „Актьорско майсторство за драматичен театър“ при професор Пламен Марков. Състудентка е там с Момчил Степанов, Радина Кърджилова, Ина Добрева, Явор Бахаров, Тони Минасян, Ованес Торосян, Ивайло Драгиев, Милко Йовчев и др.

## Актьорска кариера

### Кариера в театъра
В ранните си години участва в студията на Димитър Еленов към Народния театър „Иван Вазов“, където е нейното първо участие на сцената – в спектакъла „Кукувицата“ на Елин Рахнев.
През 2009 г. е част от Драматичния театър „Адриана Будевска“ в град Бургас, където играе Момичето в постановката „Жестоки игри“ от Алексей Арбузов, Косара в „Балкански аристократи“ от Любинка Бобич, Сузи в „Преградие“ от Ерик Богосян, Момичето в „Търси се драматическа актриса“ от Александър Островски. Работила е с режисьорите Андрей Любимов, Бойко Богданов, Иван Урумов и Юрий Погребничко.
От 2011 г. е в трупата на Театър „София“, където играе в „Коварство и любов“, „Сън в лятна нощ“, „Скачай!“, „Напразни усилия за любовта“, „Анна Каренина“, „Питър Пан“ и др.

### Кариера в киното и телевизията
Темелкова прави дебюта си като поддържаща роля в сериала „Забранена любов“, където играе бавачката на Ния.
През 2010 г. играе Невена в българския игрален филм „HDSP: Лов на дребни хищници“ на режисьора Цветодар Марков.
Играе и Ния Туджарова, дъщерята на Джаро в криминалния сериал „Под прикритие“, който се излъчва по БНТ 1.
През 2020 г. е известна с ролята на Лора Топал (една от главните роли) в българския сериал „Братя“, който се излъчва по Нова телевизия. Партнира си с Владимир Михайлов.
През 2021 г. се снима в българския филм „Завръщане 2“ (в ролята на Юлия) на режисьора Ники Илиев, който излиза на 14 февруари 2022 г. от bTV Studios.

### Кариера на озвучаваща актриса
Темелкова озвучава книги в Storytel, измежду които са аудиосериалът „Виктор, вампирът детектив“, аудиокнигите „Жана Помпон лети с балон“, „Коледното приключение на Жана Помпон“, „Библиотекарката от „Аушвиц““, „Какво значи да си силен“, „Споделеният апартамент“, „Моите красиви рога“, „Еманципирана магия“, „Какво значи да си красива“, „Какво значи да си богат“, „Здравей, ново утре“, „За какво служи хлябът“ и др.

## Участия в театъра
Драматичен театър „Адриана Будевска“ – град Бургас
- Момичето в „Жестоки игри“ от Алексей Арбузов – режисьор Андрей Любимов
- Косара в „Балкански аристократи“ от Любинка Бобич – режисьор Бойко Богданов[8]
- Сузи в „Преградие“ от Ерик Богосян – режисьор Иван Урумов
- Момичето в „Търси се драматическа актриса“ от Александър Островски – режисьор Юрий Погребничко

Театър „София“
- Луиза в „Коварство и любов“ от Шилер – режисьор Стайко Мурджев[10]
- „Сън в лятна нощ“ от Уилям Шекспир – режисьор Бойко Богданов[11]
- „Скачай“ от Здрава Каменова – режисьор Калин Ангелов[12][13][14][15]
- „Напразни усилия за любовта“ от Уилям Шекспир – режисьор Крис Шарков[16]
- „Анна Каренина“ от Лев Толстой – режисьор Николай Поляков[17]
- Камбанка в „Питър Пан“ от Сър Джеймс Матю Бари – режисьор Бисерка Колевска[18][19][20]

Независим театър
- „Снаха“ от Георги Караславов – режисьор Стефан Спасов[21]

## Филмография
- „Забранена любов“ – Бавачката на Ния
- „HDSP: Лов на дребни хищници“ (2010) – Невена
- „Отплата“ (2012) – Людмила Ванкова, журналистка
- „Под прикритие“ (2011 – 2016) – Ния Туджарова, дъщеря на Джаро и любовница на Иво Андонов
- „Братя“ (2020 – 2022) – Лора Топал, съпруга на Денис
- „Завръщане 2“ (2022) – Юлия

## Личен живот
Омъжена е за Мартин Гяуров и имат един син – Филип, роден на 16 декември 2016 г.

## Други дейности
Темелкова е основател на продуцентската компания „Арт Фактори“